# Deiòtar II
Deiòtar II (en grec antic Δηϊόταρος) va ser fill i successor de Deiòtar I, tetrarca i rei de Galàcia cap a l'any 40 aC.
Ciceró diu que el seu fill i el seu nebot van ser a la seva cort (potser en absència de Deiòtar I) mentre ell mateix i el seu germà Quint Tul·li Ciceró estaven ocupats en la seva campanya a Cilícia l'any 51 aC. Ciceró parla molt bé tant d'ell com del seu pare.
El 48 aC després de la fugida del seu pare, sembla que ja va rebre del senat romà el títol de rei i probablement algun territori que no s'ha pogut determinar. El seu pare va recuperar el poder a Galàcia a la mort de Juli Cèsar el 44 aC per uns anys, però va garantir la successió del seu fill que sobre l'any 40 aC va reunir els dos dominis. A la guerra entre Marc Antoni i Octavi va prendre partit pel primer, però el va abandonar durant la batalla d'Àccium, l'any 31 aC.
Devia morir poc després del 30 aC i el va succeir Amintes, que era tetrarca de Pisídia, Cilícia del nord-est, Isàuria, i Frígia del sud-est (donats per Marc Antoni el 39 aC) i va rebre Galàcia i Licaònia com herència de Deiòtar II.